# Is This the Life We Really Want?
Albums de Roger Waters
Roger Waters: The Wall
(2015)
Is This the Life We Really Want? est le quatrième album solo de Roger Waters,,. C'est son premier album studio en vingt-cinq ans, le dernier étant Amused to Death en 1992. La chanson Déjà Vu a été dévoilée en concert en 2014 sous le titre Lay Down Jerusalem (If I Had Been God), même chose pour la pièce Broken Bones qui a été jouée en concert en 2015 sous le titre Safe and Sound.

## Enregistrement
L'album a été enregistré entre 2010 et 2017. Il est produit par Nigel Godrich, qui a notamment travaillé avec Radiohead. Trois singles tirés de cet album sont sortis, Smell the roses le 20 avril 2017, Déjà Vu est sorti le 8 mai 2017 et finalement The last Refugee est paru le 19 mai 2017. Quoique précédemment prévue par Waters, la chanson Crystal Clear Brooks ne paraît pas sur l'album.

## Titres
Toutes les chansons sont écrites par Roger Waters, sauf "Wait for Her", par Waters & Mahmoud Darwish.
1. When We Were Young – 1:38
2. Déjà Vu – 4:27
3. The Last Refugee – 4:12
4. Picture That – 6:47
5. Broken Bones – 4:57
6. Is This the Life We Really Want? – 5:55
7. Bird in a Gale – 5:31
8. The Most Beautiful Girl – 6:09
9. Smell the Roses 5:15
10. Wait for Her – 4:56
11. Oceans Apart – 1:07
12. Part of Me Died – 3:12
13. Yamma Golli (chanson cachée) - 4:15

## Musiciens
- Roger Waters : chant, guitare acoustique, basse
- Nigel Godrich : claviers, guitare, collages sonores, arrangements
- Gus Seyffert : guitare, claviers, basse
- Jonathon Wilson : guitare, claviers
- Roger Manning : claviers
- Lee Pardini : claviers
- Joey Waronker : batterie
- Jessica Wolfe : chœurs
- Holly Laessig : chœurs
- David Campbell : arrangements des cordes
- Donald Trump : Discours d'introduction sur Is this the life we really want?